# Dirphia dentimaculata
Dirphia dentimaculata är en fjärilsart som beskrevs av William Schaus 1921. Dirphia dentimaculata ingår i släktet Dirphia och familjen påfågelsspinnare. Inga underarter finns listade i Catalogue of Life.